# The Father, the Son, and the Holy Fonz
The Father, the Son, and the Holy Fonz («Во имя Отца, Сына и Святого Фонца») — восемнадцатая серия четвёртого сезона мультсериала «Гриффины». Премьерный показ состоялся 18 декабря 2005 года на канале FOX.

## Сюжет
В Куахог приезжает набожный отец Питера, Фрэнсис. Он настаивает на крещении Стьюи в католическую веру. В церкви Питеру, Стьюи и Фрэнсису объявляют, что святая вода зацвела, поэтому с таинством придётся подождать. Фрэнсис этому не верит и крестит малыша самостоятельно. Вскоре Стьюи начинает чувствовать себя плохо, ему нужна госпитализация; только сейчас Лоис узнаёт, что Питер крестил их сына без её согласия.
Стьюи заключают в герметичный пластиковый шар, в котором он теперь перемещается по дому. Это даёт повод Брайану вдоволь поиздеваться над беззащитным ненавистным малышом.
Опечаленный Питер пытается стать мормоном, но его не устраивает, что они не употребляют алкоголь; после он вступает в секту Свидетелей Иеговы. Он начинает ходить по домам, рассказывая о своей новой религии, но сам ничего толком о ней не знает. Напоследок Питер становится индуистом, но и из этой религии его изгоняют после того, как он сшибает с ног духовного лидера религии, уверяя того, что красная точка на его лбу — лазерный прицел винтовки.
Не в силах найти подходящую себе религию, Питер решает создать собственную, основанную на сериале «Счастливые дни» и тамошнем персонаже Фонзи, и называет свою церковь «Первая Объединённая Церковь Фонца» («First United Church of the Fonz»).
К удивлению Лоис и к огорчению Брайана (он — атеист), множество людей посещают первую службу в новоиспечённой церкви. Пытаясь остановить Питера, Брайан объединяется с Фрэнсисом, которому всё это тоже не по душе. Это им удаётся с помощью представителей других религий, посетивших службу Питера.
Опечаленный Питер приходит домой, где его утешает Лоис, говоря, что его религия была не так уж и плоха, так как проповедовала дружбу, но Питера это не успокаивает.
В конце эпизода мы видим Фрэнсиса, который, стоя на коленях перед изображением Фонца, распевает блюзовую песню, под которую и идут финальные титры.

## Создание
Автор сценария: Дэнни Смит.
Режиссёр: Джеймс Пардам.
Приглашённые знаменитости: Чарльз Дёрнинг (в роли Фрэнсиса Гриффина), Том Босли (в роли Говарда Каннингема), Мэрион Росс (в роли Мэрион Каннингем), Гэри Коул (в роли Билла Ламберга из фильма «Офисное пространство»), Шерман Хемсли (камео) и Пола Абдул (камео).

## Интересные факты